# Nosirbek Otakuziev
Nosirbek Otakuziev là một cầu thủ bóng đá người Uzbekistan hiện tại thi đấu cho Kokand 1912 ở Giải bóng đá vô địch quốc gia Uzbekistan. Anh đá ở vị trí tiền đạo.

## Sự nghiệp
Anh thi đấu cho Neftchi Farg'ona năm 2003-2009. Năm 2010, anh chuyển đến Olmaliq FK. Khi thi đấu cho Olmaliq FK, anh trở thành cầu thủ ghi nhiều bàn thắng nhất với 13 bàn. 
Năm 2011, anh chuyển đến Nasaf Qarshi. Otakuziev ghi bàn thắng quan trọng trong trận đầu tiên vòng bảng ở Cúp AFC 2011 khi anh ghi bàn ở phút thứ 77 trước Al-Ansar Club. Anh có đóng góp đáng kể khi vô địch Cúp AFC 2011. Anh ghi tổng cộng 5 bài và là cầu thủ ghi bàn nhiều thứ hai của Nasaf sau Ivan Bošković với 10 bàn. Trong các trận đấu giải vô địch, anh ghi 6 bàn và cũng là cầu thủ ghi bàn nhiều thứ 2. Năm 2015, anh chuyển đến Kokand 1912.

## Danh hiệu

### Câu lạc bộ
Nasaf
- Á quân Giải bóng đá vô địch quốc gia Uzbekistan: 2011
- Á quân Cúp bóng đá Uzbekistan (3): 2011
- Cúp AFC (1): 2011

### Cá nhân
- Vua phá lưới Giải bóng đá vô địch quốc gia Uzbekistan: 2010 (13 bàn)